# Rudolf Wessely
Rudolf Wessely (* 19. Jänner 1925 in Wien; † 25. April 2016 in München) war ein österreichischer Schauspieler, Regisseur, Synchron- und Hörspielsprecher.

## Leben und Wirken
Wessely studierte nach Abitur und Kriegsdienst 1945/46 Schauspiel am Max Reinhardt Seminar in Wien. Erste Engagements erhielt er 1946 bis 1948 am Wiener Künstlertheater (auch als Dramaturg) und 1948 bis 1950 am Wiener Theater Die Insel. 1950 bis 1958 war er Schauspieler und Regisseur am Deutschen Theater Berlin, außerdem Lehrer an der Staatlichen Schauspielschule.
1959 bis 1960 war er am Schauspielhaus Düsseldorf tätig, 1960 bis 1962 an den Städtischen Bühnen Wuppertal. Von 1962 bis 1965 leitete er als Direktor das Atelier-Theater in Bern. Von 1965 bis 1967 war er als Schauspieler beim Bayerischen Staatsschauspiel beschäftigt. Von 1967 bis 1970 war er Direktor der Düsseldorfer Kammerspiele. 1970/71 folgte ein Engagement am Schauspielhaus Zürich.
1972 bis 1987 war er Mitglied des Wiener Burgtheaters, dort war er auch als Regisseur tätig. Er gehörte zu den renommierten Burgschauspielern und gastierte zusätzlich zu diesem Engagement zwischen 1976 und 1987 auch an den Münchner Kammerspielen. Von 1987 bis 2001 war er Ensemblemitglied der Münchner Kammerspiele unter Intendant Dieter Dorn und wechselte mit diesem 2001 an das Bayerische Staatsschauspiel, dessen Ensemble er bis zum Sommer 2011 angehörte.
Sein Filmdebüt gab Wessely 1952 in der DEFA-Produktion Schatten über den Inseln. In der Bundesrepublik Deutschland spielte er 1976 den Stasi-Offizier Wieland in der Verfilmung des Romans Lieb Vaterland magst ruhig sein von Johannes Mario Simmel, 1981 den Professor Ruprecht in Der Schüler Gerber nach dem gleichnamigen Roman von Friedrich Torberg und 1985 Kubelka in dem Drama Lieber Karl unter der Regie von Maria Knilli. 1992 verkörperte Wessely in Götz Spielmanns Charakterstudie Der Nachbar (1992) die Hauptfigur des alten, einsamen Pavlik, und 1997 war er der jüdische Kaufmann Grünbaum in Joseph Vilsmaiers Comedian Harmonists.
Einem breiteren Publikum ist Wessely insbesondere aus anspruchsvollen Fernsehproduktionen in Erinnerung, so aus der zwölfteiligen Literaturadaption Klemperer – Ein Leben in Deutschland von 1999 in der Rolle des Professors Abendroth und aus Heinrich Breloers dreiteiligem Doku-Drama Die Manns – Ein Jahrhundertroman, in dem er 2001 Katja Manns Vater Alfred Pringsheim darstellte. In Hans-Christoph Blumenbergs Deutschlandspiel trat er als DDR-Staatsratsvorsitzender Erich Honecker auf.
Wessely wurde 1997 als erster Schauspieler mit dem ORF-Hörspielpreis (Schauspieler des Jahres) geehrt, seit 2000 war er Mitglied der Bayerischen Akademie der Schönen Künste.
Im Jahr 2004 beendete Nina Hager eine Dokumentation mit dem Titel Abendläuten – eine Reise mit Rudolf Wessely, in der Wessely auf Stationen seiner Karriere vom Deutschen Theater in Berlin über das Wiener Burgtheater bis hin nach München zurückblickte und auf seine Vorbilder Erwin Piscator, Konstantin Stanislawski und Bertolt Brecht einging.
Rudolf Wessely war von 1959 bis zu ihrem Tod im Jahr 1999 mit der Altistin und Kunstmalerin Marguerite Wood verheiratet.

## Filmografie
- 1952: Schatten über den Inseln
- 1959: Spuk in Villa Sonnenschein (Fernsehfilm)
- 1966: Wo wir fröhlich gewesen sind
- 1968: Chronik der Familie Nägele
- 1968: Tragödie auf der Jagd
- 1969: Kaddisch nach einem Lebenden
- 1970: Unter Kuratel
- 1971: Blaue Blüten
- 1971: Recht oder Unrecht (Fernsehserie, Folgen 1x06–1x07)
- 1975: Der starke Ferdinand
- 1976: Jakob der Letzte
- 1976: Ketten
- 1976: Lieb Vaterland magst ruhig sein
- 1976: Weder Tag noch Stunde
- 1978: Heinrich Heine
- 1978: Der Anwalt (Fernsehserie, Folge 3x03)
- 1978: Der Schneider von Ulm
- 1978–1993: Derrick (Fernsehserie, neun Folgen)
- 1978: Das Ding (Zweiteiler)
- 1979: Wunder einer Nacht
- 1980–2010: Der Alte (Fernsehserie, sechs Folgen)
- 1981: Der Schüler Gerber
- 1983: Monaco Franze (Fernsehserie, Folge 1x03)
- 1986: Kir Royal (Fernsehserie, drei Folgen)
- 1987: Wahnfried
- 1988: Der Alte – Folge 127: Eiskalt geplant
- 1990: Café Europa
- 1990: Der Alte – Folge 151: So gut wie tot
- 1992: Klinik des Grauens
- 1992: Der Bergdoktor (Fernsehserie, Folge 1x01)
- 1992: Der Nachbar
- 1995: Das Schwein – Eine deutsche Karriere
- 1996: Der Bulle von Tölz: Tod am Altar
- 1996: Kommissar Rex (Fernsehserie, Folge 3x02)
- 1996: Stockinger (Fernsehserie, Folge 1x06)
- 1997: Der Unfisch
- 1997: Das Urteil
- 1997: Comedian Harmonists
- 1998: Evelyn Hamanns Geschichten aus dem Leben (Fernsehserie, eine Folge)
- 1998: Opernball
- 1998: Aus heiterem Himmel (Fernsehserie, Folgen 4x02, 4x11)
- 1998: Die Neue – Eine Frau mit Kaliber – Jagdfieber (Fernsehreihe)
- 1999: Wer liebt, dem wachsen Flügel
- 1999: Klemperer – Ein Leben in Deutschland (Fernsehserie, Folge 1x02)
- 1999: Der Bulle von Tölz: Tod eines Priesters (Fernsehreihe)
- 2000: Die Nichte und der Tod (Fernsehfilm)
- 2000: Tatort: Passion (Fernseh-Reihe)
- 2000: Deutschlandspiel
- 2000: Gripsholm
- 2001: Zwei Brüder (Fernsehserie, Folge 8x01)
- 2001: Die Manns – Ein Jahrhundertroman (zwei Teile)
- 2003: Tatort: Schöner sterben
- 2003: Donna Leon – Venezianisches Finale
- 2004: Tatort: Hundeleben
- 2005: Emilia – Die zweite Chance (Fernsehfilm)
- 2005: Emilia – Familienbande (Fernsehfilm)
- 2007: Vier Frauen und ein Todesfall (Fernsehserie, Folge 2x03)
- 2007: Siska (Fernsehserie, Folge 10x07)
- 2008: Schokolade für den Chef (Fernsehfilm)
- 2010: Klimawechsel (Fernsehserie, Folgen 1x01, 1x04)
- 2010: Lüg weiter, Liebling (Fernsehfilm)

## Theater

### Schauspieler
- 1950: Nikolai Gogol: Der Revisor – Regie: Wolfgang Langhoff (Deutsches Theater Berlin)
- 1951: Johann Wolfgang von Goethe: Egmont (Bürger) – Regie: Wolfgang Langhoff (Deutsches Theater Berlin)
- 1951: William Shakespeare: Was ihr wollt – Regie: Wolfgang Heinz (Deutsches Theater Berlin – Kammerspiele)
- 1953: Heinar Kipphardt: Shakespeare dringend gesucht (Dramaturg Färbel) – Regie: Herwart Grosse  (Deutsches Theater Berlin – Kammerspiele)
- 1953: Julius Hay: Der Putenhirt (Getreideagent) – Regie: Fritz Wendel (Deutsches Theater Berlin – Kammerspiele)
- 1954: George Bernard Shaw: Androklus und der Löwe – Regie: Heinar Kipphardt (Deutsches Theater Berlin)
- 1956: Peter Hacks: Eröffnung des indischen Zeitalters (Columbus) – Regie: Ernst Kahler (Deutsches Theater Berlin)
- 1957: Mary Chase: Mein Freund Harvey (Elwood) – Regie: Wolfgang Thal (Deutsches Theater Berlin)
- 1965: Gotthold Ephraim Lessing: Nathan der Weise – Regie: Helmut Henrichs (Bayerisches Staatsschauspiel Cuvilliés-Theater München)
- 1967: Paul Claudel: Der seidene Schuh – Regie: Hans Lietzau (Bayerisches Staatsschauspiel Residenztheater München)
- 1975: George Bernard Shaw: Der Arzt am Scheideweg – Regie: Rudolf Noelte (Münchner Kammerspiele)
- 1977: Sophokles: Ödipus – Regie: Ernst Wendt (Münchner Kammerspiele)
- 1978: Eugène Ionesco: Der Mann mit den Koffern – Regie: Peter Lotschak (Münchner Kammerspiele)
- 1980: William Shakespeare: Hamlet – Regie: Ernst Wendt (Münchner Kammerspiele)
- 1981: Anton Tschechow: Platonow – Regie: Thomas Langhoff (Münchner Kammerspiele)
- 1981: Hans Henny Jahnn: Medea – Regie: Ernst Wendt (Münchner Kammerspiele)
- 1982: Seán O’Casey: Freudenfeuer für den Bischof – Regie: Thomas Langhoff (Münchner Kammerspiele)
- 1983: Martin Walser: In Goethes Hand – Regie: Karl Fruchtmann (Akademietheater Wien)
- 1985: Ernst-Jürgen Dreyer: Die goldene Brücke – Regie: Harald Clemen (Münchner Kammerspiele)
- 1987: Ödön von Horváth: Glaube Liebe Hoffnung – Regie: Manfred Karge (Akademietheater Wien)
- 1988: Bertolt Brecht: Im Dickicht der Städte – Regie: Hans-Joachim Ruckhäberle (Münchner Kammerspiele – Werkraumtheater)
- 1988: Heinrich Böll: Frauen vor Flußlandschaft – Regie: Volker Schlöndorff (Münchner Kammerspiele)
- 1989: Peter Turrini: Die Minderleister – Regie: Anselm Weber (Münchner Kammerspiele – Werkraumtheater)
- 1990: Samuel Beckett: Glückliche Tage – Regie: Dieter Dorn (Münchner Kammerspiele)
- 1990: John Millington Synge: Der Held der westlichen Welt – Regie: Helmut Griem (Münchner Kammerspiele)
- 1991: Botho Strauß: Schlusschor – Regie: Dieter Dorn (Münchner Kammerspiele)
- 1991: Molière: Don Juan – Regie: Hans-Joachim Ruckhäberle (Münchner Kammerspiele)
- 1991: Ulla Berkéwicz: Nur wir – Regie: Urs Toller (Münchner Kammerspiele)
- 1992: William Shakespeare: Viel Lärmens um nichts – Regie: Christian Stückl (Münchner Kammerspiele)
- 1993: Beth Henley: Debütantinnenball – Regie: Jens-Daniel Herzog (Münchner Kammerspiele)
- 1993: Herbert Achternbusch: Der Stiefel und sein Socken – Regie: Herbert Achternbusch (Münchner Kammerspiele)
- 1993: Mattias Braun: Die Perser nach Aischylos – Regie: Dieter Dorn (Münchner Kammerspiele)
- 1995: Harold Pinter: Der Hausmeister (Davies) – Regie: Gerd Böckmann (Münchner Kammerspiele)
- 1996: Roland Schimmelpfennig: Keine Arbeit für die junge Frau im Frühlingskleid (Mann aus dem alten Gesindehaus) – Regie: Peer Boysen (Münchner Kammerspiele – Werkraumtheater)
- 1997: Wladimir Sorokin: Pelmeni (Iwanow) – Regie: Peter Wittenberg (Münchner Kammerspiele – Werkraumtheater)
- 2000: Thomas Bernhard: Der Weltverbesserer (Weltverbesserer) – Regie: Antoine Uitdehaag (Münchner Kammerspiele im Zenith)
- 2001: Peter Handke: Das Spiel vom Fragen oder Die Reise zum sonoren Land – Regie: Elmar Goerden (Bayerisches Staatsschauspiel Residenztheater München)
- 2003: Gotthold Ephraim Lessing: Nathan der Weise – Regie: Elmar Goerden (Bayerisches Staatsschauspiel Residenztheater München)
- 2005: Molière: Der eingebildete Kranke (Argan) – Regie: Thomas Langhoff (Bayerisches Staatsschauspiel Residenztheater München)
- 2006: George Bernard Shaw: Androklus und der Löwe – Regie: Dieter Dorn (Bayerisches Staatsschauspiel)

### Regisseur
- 1953: Konstantin Fjodorowitsch Issajew/Alexander Galitsch: Fernamt …Bitte melden (Deutsches Theater Berlin – Kammerspiele)
- 1953: Gabriela Zapolska: Die Moral der Frau Dulski – Regie mit Horst Schönemann (Deutsches Theater Berlin)
- 1957: Jean Giraudoux: Amphytrion  (Deutsches Theater Berlin)
- 1958: Eduardo de Filippo: Weh‘ dem, der träumt – Darsteller (Alberto)  und Regie: (Deutsches Theater Berlin – Kammerspiele)
- 1967: Julius Hay: Haben (Bayerisches Staatsschauspiel Residenztheater München)

## Hörspiele
- 1954: Wladimir Poljakow: Liebe, Medizin und eine kleine Wohnung (Möbelverkäufer) – Regie: Richard Hilgert (Hörspiel – Rundfunk der DDR)
- 1955: A. G. Petermann: Die Premiere fällt aus (Probst, Intendant) – Regie: Herwart Grosse (Kriminalhörspiel – Rundfunk der DDR)
- 1956: Béla Balázs: Wolfgang Amadeus Mozart (Der ältere Wolfgang) – Regie: Joachim Witte (Hörspiel – Rundfunk der DDR)
- 1956: Rolf Schneider: Das Gefängnis von Pont L’Eveque – Regie: Helmut Hellstorff (Rundfunk der DDR)
- 1958: Peter Erka: Autos machen Leute (Abgeordneter) – Regie: Werner Wieland (Rundfunk der DDR)
- 1959: Friedrich Wolf: Die Weihnachtsgans Auguste (Erzähler) – Regie: Ingeborg Milster (Kinderhörspiel – Rundfunk der DDR)
- 1959: Joachim Goll: Die Dienstreise (Kurt Kaiser) – Regie: Werner Grunow (Hörspiel – Rundfunk der DDR)
- 1998: Pierre Bourgeade: Der Pass – Regie: Joachim Staritz (Hörspiel – MDR)
- 1999: Joseph Roth: Hiob (Skowronnek) – Regie: Robert Matejka (Hörspiel – MDR)